# William P. Rogers
William Pierce Rogers (født 23. juni 1913, død 2. januar 2001) var en amerikansk politiker og landets 55. udenrigsminister. Han besad posten fra 22. januar 1969 til 3. september 1973 (i en del af Richard Nixons præsidentperiode). Fra 23. oktober 1957 til 20. januar 1961 var han justitsminister under præsident Dwight D. Eisenhower.
Rogers er kendt som leder af Rogers-kommissionen, som skulle undersøge omstændighederne omkring rumfærgen Challengers forlis i 1986. 
Rogers døde den 2. januar 2001 i byen Bethesda i delstaten Maryland. Han ligger begravet i Arlington National Cemetery i Virginia.